# Vossevangen
Vossevangen o Voss es el centro administrativo del municipio de Voss en la provincia de Hordaland, Noruega. La localidad se asienta en la costa noreste del lago Vangsvatnet en el centro del municipio, a unos 100km al este de Bergen. Los poblados de Borstrondi y Kvitheim son parte de los suburbios al norte de Vossevangen. Tiene una superficie de 3,84 km² y tiene una población de 6053 habitantes.
La ruta europea E16, la Ruta nacional noruega 13 y la línea ferroviaria Bergensbanen atraviesan el pueblo. La estación de Voss se ubica en el centro de la localidad.

## Historia
Según la leyenda local, los habitantes de Voss fueron forzados a convertirse en cristianos por Olaf II, quién después fue elevado a santo. La iglesia de Voss existe desde 1277 y su campanario data del siglo XVI. En las afueras está el ayuntamiento Finnesloftet, la construcción de madera más antigua no cristiana del Norte de Europa.
Después de la invasión a Noruega, Voss fue el núcleo de operaciones de la sección oeste del ejército noruego luego de la caída de Bergen. Más tarde las tropas noruegas fueron enviadas al frente oriental mediante ferrocarril, resistiendo tenazmente los ataques alemanes. En Hardanger, los alemanes utilizaron una ruta a través de las montañas desde Ålvik y el resto del contingente fue por Granvin. Para romper la barrera defensiva, la Luftwaffe bombardeó la localidad el 24 y 25 de abril de 1940. La ocupación duró hasta el 8 de mayo de 1945.

## Etimología
Vossevangen toma su nombre del nórdico antiguo Vangr que significa "campo" o "prado", en referencia al campo existente entre la iglesia de Voss Church y el lago Vangsvatnet.